# Memento (film)
Memento is een Amerikaanse psychologische thriller en neo noir uit 2000 van regisseur Christopher Nolan. Het was zijn tweede lange speelfilm, na Following. Memento kreeg lovende recensies en was een kleine hit in bioscopen. De film werd genomineerd voor zowel de Golden Globe als de Oscar voor Best Scenario.

## Verhaal
Leonard Shelby (Guy Pearce) lijdt aan anterograde amnesie nadat hij bij een inbraak in zijn huis, waarbij zijn vrouw Catherine (Jorja Fox) is omgekomen, een klap op zijn hoofd heeft gehad. Hij kan zich alles tot die dag nog herinneren, maar kan sindsdien geen nieuwe herinneringen meer aanmaken. Toch is hij vastbesloten de moordenaar van zijn vrouw te vinden en helpt zichzelf door de belangrijkste feiten op zijn lichaam te tatoeëren, zoals dat de moordenaar ene "John G" is.
De film bestaat uit twee chronologieën, één in kleur en één in zwart-wit. De kleurscènes zijn bijzonder omdat ze in omgekeerde volgorde worden getoond. Hierdoor kan de kijker zich inleven in het leven van Shelby, want hij weet ook niet wat er eerder gebeurd is. Aan het begin van de film zien we (in kleur) hoe Leonard de vermoedelijke dader, politieagent Teddy (Joe Pantoliano), vermoordt in een verlaten bunker. De verhaallijn gaat steeds verder terug, waarin de aanloop naar deze wraakmoord is te zien, alsmede de andere relaties die Leonard ondanks zijn aandoening heeft opgebouwd, waaronder die met Natalie (Carrie-Anne Moss).
De kleurscènes worden afgewisseld met zwart-witscènes die juist wél chronologisch zijn. Leonard is anders gekleed dan in de kleurscènes, en praat in een motelkamer aan de telefoon met een onbekende beller. Vaak vertelt Leonard over Sammy Jankis (Stephen Tobolowsky), een patiënt met een soortgelijke aandoening, die Leonard in zijn 'vorige' leven onderzocht als verzekeringsagent. Omdat Leonard Sammy niet vertrouwde onderwierp hij hem aan vele tests om te zien of hij een oplichter was of niet. Omdat mensen met anterograde amnesie zich wel kunnen conditioneren aan bepaalde handelingen (zo kon Sammy zijn vrouw wel insulineshots geven voor haar diabetes), bepaalde Leonard dat de verzekeringsclaim ongeldig was, aangezien Sammy verzekerd was voor fysiek letsel maar zijn aandoening als psychisch werd bewezen. Sammy's ongelukkige vrouw besloot om haar man nog eenmaal te testen door hem enkele malen vlak achter elkaar haar haar diabetesprik te laten geven: als Sammy echt een bedrieger was zou hij dit nooit doen, als hij het niet was dan was dit haar enige acceptabele uitweg.
De kleurscènes en zwart-witscènes komen uiteindelijk samen. Teddy (echte naam John Gammell), die al een tijdje met Leonard om blijkt te gaan, haalt hem op in zijn motel nadat Leonard heeft aangegeven de moordenaar te hebben gevonden. Ze rijden naar een afgelegen bunker waarna ene Jimmy Grants even later arriveert, denkend dat het om een drugsdeal gaat. Leonard slaat hem neer, en brengt hem vervolgens door verstikking om het leven, maar komt dan tot de ontdekking dat hij door Teddy gemanipuleerd is Jimmy te doden. Leonard is hier eerst boos over op Teddy, maar die beweert dat Leonard zichzelf al tijdenlang bewust voorliegt over de dader om zichzelf bezig te houden, simpelweg omdat hij zich de smaak van wraak toch niet zal kunnen herinneren.
Geïrriteerd verlaat Leonard de bunker, schrijft Teddy's kenteken op (hij is immers ook een "John G"), en rijdt in Jimmy's kleren en auto weg. Hij stopt bij een tattoo-shop om het kenteken op zijn lichaam te zetten.

De verhaalstructuur.

## Rolverdeling
| Acteur                | Personage                   |
| --------------------- | --------------------------- |
| Guy Pearce            | Leonard Shelby/Lenny        |
| Carrie-Anne Moss      | Natalie                     |
| Joe Pantoliano        | John Edward 'Teddy' Gammell |
| Mark Boone Junior     | Burt                        |
| Jorja Fox             | Catherine Shelby            |
| Stephen Tobolowsky    | Sammy                       |
| Harriet Sansom Harris | Mrs. Jankis                 |
| Thomas Lennon         | Dokter die Sammy onderzoekt |
| Callum Keith Rennie   | Dodd                        |

## Thema's
Alhoewel wraak de drijfveer lijkt voor het personage Lenny, gaat de film vooral over geheugen, vergeten, (zelf)bedrog en (zelf)vertrouwen. De meeste personages met wie Leonard te maken krijgt, hoe behulpzaam ze ook lijken of meelevend ze zich gedragen, maken op één of andere manier misbruik van Leonard. Teddy is een undercover politie-inspecteur en zijn echte naam is John Edward Gammell. De roepnaam die agent Gammell van zijn moeder kreeg was Teddy, verwijzend naar zijn tweede naam 'Edward'. Teddy vraagt Leonard om zijn roepnaam op te schrijven op een polaroid-foto zodat Leonard beter kan onthouden wie hij is. Speculatief blijft of Teddy wel degelijk een politie-inspecteur is, maar het lijkt er op dat Gammell de inspecteur is die Leonards moordzaak behandelt. 
Leonard maakt foto's van alle mensen of zaken die belangrijk voor hem zijn. Teddy gedraagt zich als vriend van Leonard en helpt Leonard om de moordenaar van zijn vrouw te vinden, maar blijkt in werkelijkheid criminelen te hebben afgeperst (en misschien wel erger) met Leonard als "instrument". Natalie, die Leonard aanvankelijk allesbehalve vertrouwt omdat deze in de auto en kleren van haar vriend (Jimmy Grantz) rijdt, gebruikt Leonard om Dodd een lesje te leren. En motelreceptionist Burt (Mark Boone Junior) laat Leonard, op aandringen van diens baas, twee motelkamers huren, aangezien Leonard het toch niet zal weten.
Maar Leonard lijkt zichzelf ook - bewust - te bedriegen, door zichzelf onjuiste informatie over de identiteit van de dader te geven. Zo sleept hij voortdurend het politierapport van de moord op zijn vrouw mee, maar zijn er om onduidelijke redenen bladzijden uit verdwenen en woorden doorgestreept. Als Leonard dit zich aan het einde van de film realiseert, is zijn excuus dat "iedereen weleens tegen zichzelf liegt om gelukkiger te worden", in zijn geval met fatale gevolgen voor enkele "John G's".
De keuze van de filmmakers om de scènes in omgekeerde volgorde te presenteren heeft als gevolg dat de kijker, net als Leonard, nooit weet wat er aan die scène voorafging. Zo komt het claustrofobische aspect van anterograde amnesie visueel over. Verder wordt steeds meer duidelijk dat Leonard en zijn voice-over een onbetrouwbare verteller zijn. Omdat hij geen nieuwe herinneringen kan aanmaken sinds het ongeluk moet eigenlijk alles wat hij vertelt over de periode sindsdien in twijfel worden genomen. Dit wordt pijnlijk duidelijk als blijkt dat Leonards vrouw Catherine degene was met diabetes, en hijzelf juist degene was die haar de insulineprikken moest geven. De suggestie wordt gewekt dat zijn vrouw het ongeluk wél heeft overleefd maar zich net als Mevrouw Jankis (Harriet Sansom Harris) niet neerlegde bij een bestaan met de gemankeerde Lenny. Daarnaast wordt door Teddy aan het einde van de film (lees: het begin, moord op Jimmy Grantz door Lenny zelf) beweerd dat Sammy geeneens een vrouw had. De dodelijke insulineprikken aan zijn eigen vrouw moeten ná het ongeluk, waarbij Leonard amnesie opliep, zijn gebeurd. Het is maar de vraag welke herinnering van Leonard juist is: die van Sammy Jankis als patiënt of die van hemzelf, geprojecteerd op Sammy.

## Prijzen
- Academy Awards 2002
  - Beste originele scenario (genomineerd)
  - Beste montage (genomineerd)
- Golden Globes 2002
  - Beste scenario (genomineerd)
- Independent Spirit Awards 2002
  - Beste Film (gewonnen)
  - Beste regie (gewonnen)
  - Beste scenario (gewonnen)
  - Beste vrouwelijke bijrol - Carrie Anne Moss (gewonnen)
  - Beste cinematografie (genomineerd)
- Sundance Film Festival 2001
  - Waldo Salt Screenwriting Award (gewonnen)
  - Juryprijs drama (genomineerd)

De film viel in 2002 ook in de smaak bij veel Amerikaanse recensenten-organisaties, alsmede bij de MTV Movie Awards, waar regisseur Nolan werd uitverkozen tot "Best New Filmmaker".

## Externe links

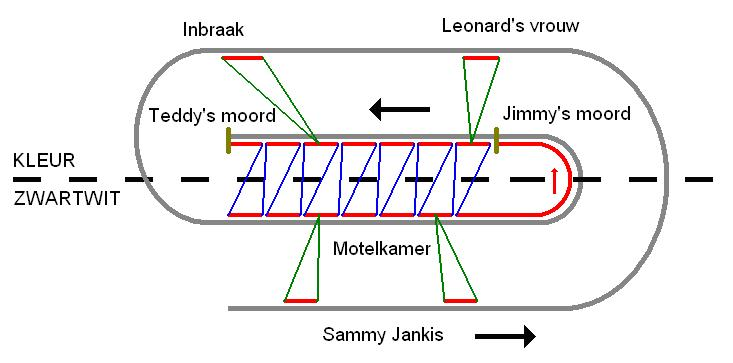
Paperclipdiagram. De "paperclip" staat voor de volgorde zoals deze is getoond in de film. De rode balkjes zijn scènes die in de film te zien zijn. Flashbacks over Sammy en Leonards vrouw zijn chronologisch gezien de vroegste gebeurtenissen uit de plot en komen daarom het eerste voor op de paperclip, die eindigt met Teddy's dood